# 卒業 (サーターアンダギーの曲)
「卒業」（そつぎょう）は、サーターアンダギーの4枚目のシングル。2011年2月23日にポニーキャニオンから発売された。

## 解説
- キャッチコピーは「サーターアンダギーが贈る涙の卒業ソング」[1][2]。
- 前作「大切な人」から約2か月半後のシングルである。初回限定盤と通常盤の2種形態での発売。今回、カップリング曲は収録されていない。
- 『クイズ!ヘキサゴンII』発の21枚目のシングルで[3]、初（唯一）の「番組発ユニットによる4枚目のシングル」となった。
- 「青春時代の失恋」がテーマとなっている楽曲[4]。卒業ソングであるが、「学校からの卒業」そのものを扱った歌詞ではない。
- ミュージックビデオでは高校生活を舞台にした恋愛ドラマのパートが作られ、AKB48の横山由依が高校生役で出演している[4]。
- キャンペーン活動の一環として「全員で東京マラソン2011（2011年2月27日開催）に出場し、完走直後にミニライブで歌う」という企画が立てられた。当日は全員完走を果たし、直後にサンストリート亀戸でCD発売イベントを行った[5]。その他に全国計8箇所で発売イベントを行っている。
- 初のオリコンベスト5入りを果たし、最高順位・売上枚数とも前作を上回った[6]。

## 収録曲

### CD
1. 卒業
  - 作詞：カシアス島田、作曲：平義隆、編曲：内田敏夫
2. 卒業 （カラオケ）

### DVD
1. 「卒業」 振り付け映像（マルチアングル）
2. スペシャルアニメ「サーターアンダギー星のすてきな仲間たち」

## 初回特典
- 発売記念イベント握手会参加券
- デビュー1周年記念スペシャルフォトブック&スクールダイアリー（初回盤のみ）
- メンバーソロ直筆サイン色紙（通常盤・初回生産分のみ）